# 1959 у телебаченні
Список 1959 у телебаченні описує події у сфері телебачення, що відбулися 1959 року.

## Події

### Серпень
- 4 серпня — Початок мовлення нового запорізького регіонального державного телеканалу «Запорізька ОДТРК».

### Грудень
- 13 грудня — Початок мовлення нового миколаївського регіонального державного телеканалу «Миколаївська ОДТРК».